# Borgosesia
Borgosesia er en italiensk by (og kommune) i regionen Piemonte i Italien, med omkring 12.080(2023) indbyggere.  